# ОМОН (Росія)
ОМОН (загін мобільний особливого призначення, рос. отряд мобильный особого назначения, раніше — загін міліції особливого призначення рос. отряд милиции особого назначения) — спеціальні підрозділи Росгвардії, що, де-юре, залучаються до вирішення завдань із забезпечення правопорядку та безпеки, зокрема на масових акціях і заходах, і навіть у «гарячих точках» біля Росії, а також для запобігання масових заворушень.
Бійці ОМОНу беруть участь у російському вторгненні в Україну, залучаючись до атак на Київ, Гостомель, Бучу, Енергодар, Харків та інші міста. За даними ГУР, військовослужбовці ОМОН «Обєрєг» причетні до геноциду українців на Київщині.

## Історія

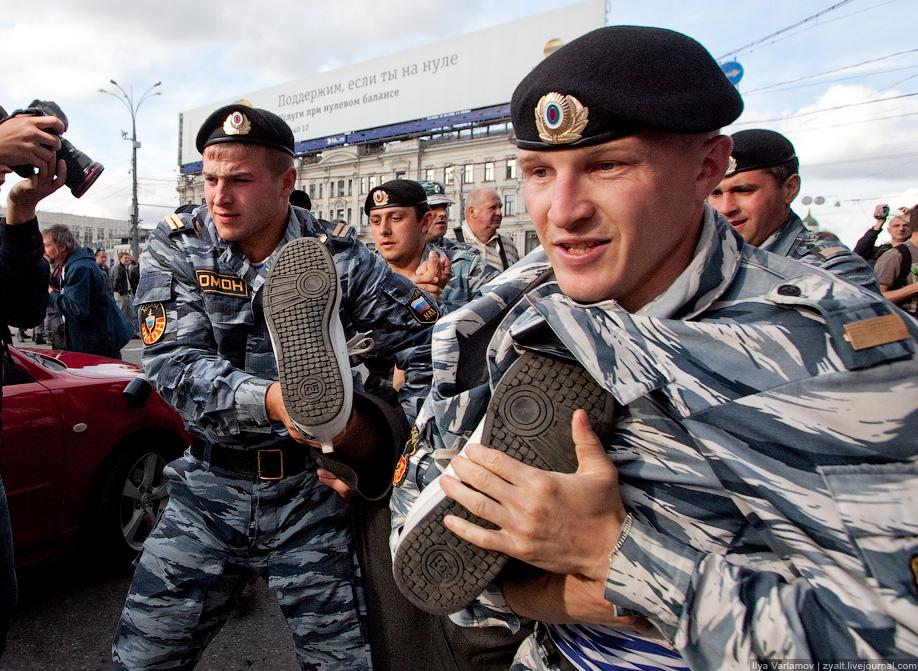
Співробітники ОМОН здійснюють затримання на демонстрації в Москві («Стратегія-31»), 31 серпня 2009 року

Перші загони міліції особливого призначення (рос. отряды милиции особого назначения) були утворені 5 травня 1919 року у Російській державі у структурі «білої» (сибірської) міліції.. Олександр Колчак особливо підкреслював, що
|  | ОМОН - це бойова частина для охорони та відновлення державного порядку та громадського спокою, служить резервом для формування міліції в місцевостях, звільнених від радянської влади для підготовки досвідчених чинів міліції |

Ці загони міліції діяли там, де відкрита війна змінювалася партизанською. Загін складався з чотирьох піших та одного кінного взводів. Штат передбачав 285 людей. У ті часи не було такого поняття, як «омонівець», тому ці загони називали стражниками.
На території СРСР у 1980-х активно розвивалася організована злочинність та напружувалася обстановка в республіках Радянського Союзу. У кожному окремому батальйоні патрульно-постової служби міліції (ОБППСМ) були спеціальні оперативні роти, їхні співробітники складали кістяк ОМОНу, що базував у місті з населенням понад 350 000 осіб. У завдання ОМОН входило забезпечення правопорядку на масових заходах, розгін несанкціонованих владою демонстрацій та мітингів у Радянських Республіках, роззброєння бандформувань, затримання особливо небезпечних злочинців. Загальнополітична ситуація в республіках, особливо в країнах Балтії поступово напружувалася і співробітники ОМОНу часто брали участь у подібних акціях, стаючи об'єктом політичних дискусій. Офіційно підрозділи ОМОН були створені 3 жовтня 1988 — у період перебудови, коли почала наростати нестабільність у суспільстві, стали відбуватися масові протести. Спочатку ОМОН існував у великих містах (Москва, Ленінград, Мінськ, Рига), після розпаду СРСР ОМОН був у Москві, Санкт-Петербурзі, Іркутську, Красноярську, Новосибірську, Єкатеринбурзі, Челябінську, Тюмені. У Росії, 1993 року підрозділи ОМОН було утворено в міліції при кожному ГУВС (УВС). У період конфлікту на Північному Кавказі підрозділи ОМОН регулярно прямували на Кавказ у службові відрядження, для допомоги місцевій міліції, виконуючи різноманітні заходи. ОМОН завжди був структурою МВС, яка найбільше піддавалася критиці.

### Перейменування та повернення колишньої назви
Із 2011 по 2016 роки у складі центрального апарату МВС Росії функціонував Центр спеціального призначення сил оперативного реагування та авіації (рос. Центр специального назначения сил оперативного реагирования и авиации) — територіальний орган МВС міжрегіонального рівня. Перебував у підпорядкуванні Управління забезпечення діяльності підрозділів спеціального призначення та авіації МВС Росії (рос. Управление по обеспечению деятельности подразделений специального назначения и авиации МВД России), до його структури входили ОМОН «Зубр», СОБР «Рись», авіаційний загін спеціального призначення «Ястрєб».
У зв'язку з реформою МВС Росії з березня 2011 року російська міліція перейменована в поліцію. Така зміна мала спричинити і зміну вже звичної абревіатури ОМОН на ОПОН. Водночас голова ГУ МВС Росії у Москві Володимир Колокольцев зауважив, що цей варіант не остаточний і питання, як називатиметься служба у зв'язку з проведеною реформою в МВС Росії опрацьовується.
20 квітня 2011 року було об'єднано ОМОН та ОМСН (СОБР) у структуру під єдиним керівництвом — Центр спеціального призначення ГУВС Росії у м. Москві (рос. Центр специального назначения ГУВД России по г. Москве).
12 липня 2011 року підрозділи ОМОН були офіційно перейменовані на Загони особливого призначення (рос. Отряды особого назначения).
30 листопада 2011 наказом Міністра внутрішніх справ Російської Федерації Рашида Нургалієва загони особливого призначення МВС Росії (там, де вони були перейменовані) знову стали офіційно іменуватися ОМОН, але розшифровуватися як «загін мобільний особливого призначення» (рос. отряд мобильный особого назначения).

### Структура та чисельність ОМОН

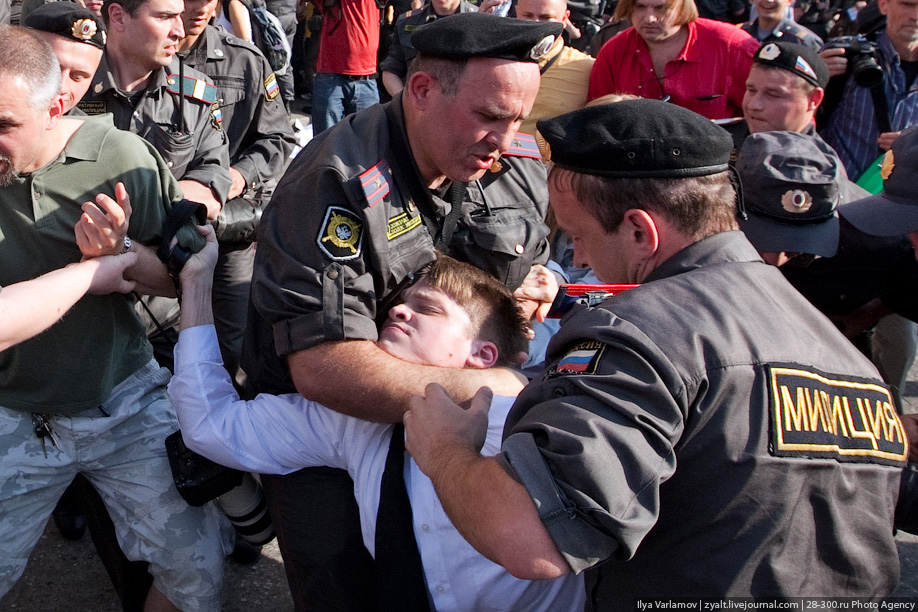
ОМОНівці розганяють демонстрацію у Москві («Стратегия-31»), 31 травня 2010 року

- 1988 рік — 19 загонів ОМОН, загальною чисельністю 7 тисяч співробітників[18];
- 2003 рік — 85 загонів ОМОН, загальною чисельністю 12 тисяч співробітників;
- 2007 рік — 88 загонів ОМОН, загальною чисельністю 17 тисяч співробітників;
- 2012 рік — 92 загони ОМОН, загальною чисельністю 22 тисяч співробітників;
- 2014 рік — 95 загонів ОМОН, загальною чисельністю 25 тисяч співробітників[19].

### ОМОН «Зубр»
ОМОН МВС Росії «Зубр» утворений у лютому 2006 року на базі ОМОН ГУВС по Московській області, що існував з 1988 року. Підпорядковувався безпосередньо міністру внутрішніх справ Росії, база у Щолково-7. Штат ОМОНу «Зубр» склали співробітники підмосковного ОМОН. Чисельність становить близько 430 осіб, вони мають на озброєнні БТР, автомобілі «Тигр», катери та іншу спецтехніку. Основними завданнями, що стоять перед особовим складом ОМОН «Зубр», де-юре є забезпечення безпеки громадян, забезпечення правопорядку та громадської безпеки на вулицях та інших громадських місцях, а також під час проведення масових заходів; попередження та припинення злочинів, участь у боротьбі з терористичними, диверсійними групами. У момент створення ОМОН «Зубр» деякі ЗМІ характеризували його як спецпідрозділ по боротьбі з «помаранчевою революцією», наводячи на доказ той факт, що оклади вдвічі вищі, ніж в інших загонах. ОМОН «Зубр» забезпечував порядок під час проведення «Маршів незгодних». Широко відомим став захід ОМОН «Зубр», проведений у 2008 році у Владивостоці, під час якого екстрено перекинуті авіацією співробітники розігнали мітинг автомобілістів, які влаштували хоровод навколо Новорічної ялинки. У 2009 році в Підмосков'ї було виявлено організовану злочинну групу з колишніх і чинних співробітників ОМОН «Зубр», які займалися замовними викраденнями людей з подальшим вимаганням коштів. У 2011 році матеріали кримінальної справи було направлено до суду м. Відне.
5 співробітників загону — Герої Росії (двоє нагороджені посмертно), 95 — кавалери ордена Мужності.
У 2011 році відповідно до указу президента Росії «Про додаткові заходи щодо забезпечення правопорядку» ОМОН «Зубр» та СОБР «Рись» увійшли до складу Центру спеціального призначення сил оперативного реагування та авіації МВС Росії (ЦСН ОР рос. Центр специального назначения сил оперативного реагирования и авиации МВД России).
У 2013 році співробітники ОМОН «Зубр» у Бєлгороді взяли участь в оперативно-розшукових заходах із затримання «білгородського стрільця».

### ОМОН «Бастіон» по м. Санкт-Петербургу та Ленінградській області
ОМОН міста Санкт-Петербурга було утворено 25 листопада 1988 року на базі оперативного полку міліції ГУВС Леноблміськвиконкому (рос. ГУВД Леноблгорисполкома), утвореного у 1948 році. Складається з 5 батальйонів загальною чисельністю 1150 бійців (на 2003 рік) і моторизованого батальйону, включаючи моторизовану роту на катерах. У розташуванні загону знаходяться броньовані позашляховики Т-98 Комбат, СПМ «Тигр», водомети, БТР, використовуються автомобілі Hummer H2. Співробітники підрозділу навчаються техніці рукопашного бою, стрільбі з різного озброєння. ОМОН Санкт-Петербурга брав участь у другій чеченській війні (наприклад, у селищі Старі Атаги у 2002 році), розгонах протестів. Європейський суд з прав людини в одному зі своїх рішень визнав, що ОМОН Санкт-Петербурга вчиняв масові вбивства у селищі Нові Алди 5 лютого 2000 року, коли було розстріляно мирних жителів та спалено будинки. У жовтні 2006 року прес-служба ОМОН ГУВС Санкт-Петербурга та Ленінградської області заявила, що підозри щодо його співробітників є необґрунтованими. Деякі журналісти звинувачують ОМОН Санкт-Петербурга у жорстокому поводженні з учасниками акцій протесту, зокрема й із депутатами.

### ОМОН «Беркут» у тимчасово окупованому Крим
24 березня 2014 року під час відвідування окупованого Криму міністр внутрішніх справ Росії Володимир Колокольцев заявив, що «Беркут» збереже свою назву у складі підрозділів міністерства внутрішніх справ Російської Федерації, а зарплата співробітників зросте вдвічі. Міністр висловив захоплення «мужністю та відвагою» особового складу підрозділу під час протистояння у Києві та запропонував вшанувати загиблих співробітників спецпідрозділу хвилиною мовчання. Того ж дня усі бійці кримського спецпідрозділу були нагороджені медаллю міністерства оборони Росії «За повернення Криму». Нагороди вручав Міністр оборони Росії Сергій Шойгу.

### Перепідпорядкування ОМОН та включення до складу Росгвардії
5 квітня 2016 року указом президента Росії Володимира Путіна спецпідрозділи ОМОН (загін мобільний особливого призначення) Міністерства внутрішніх справ Російської Федерації увійшли до складу нового відомства Росгвардії.. Нині на співробітників ОМОН покладаються такі завдання:
- участь в охороні громадського порядку та забезпеченні громадської безпеки
- охорона важливих державних об'єктів, спеціальних вантажів, споруд на комунікаціях відповідно до переліків, затверджених Урядом
- участь у боротьбі з тероризмом та екстремізмом
- участь у забезпеченні режимів надзвичайного стану, воєнного стану, правового режиму контртерористичної операції
- участь у територіальній обороні Росії
- сприяння прикордонним органам федеральної служби безпеки в охороні державного кордону Росії
- охорона особливо важливих та режимних об'єктів
- силова підтримка поліції та постів ДІБДР
- забезпечення безпеки найвищих посадових осіб суб'єктів Росії (керівників виконавчих органів державної влади).

## Участь у бойових діях

### Російське вторгнення в Україну

Похорони загиблих під час вторгнення до України ОМОНівців у Пермі

Наступного дня після вторгненні Росії на територію України українськими захисниками було взято в полон бійця Новокузнецького ОМОНу із Кемеровської області, який розповів, що перед його підрозділом стояло завдання захопити Київ. Серед бійців Новокузнецького ОМОНу були загиблі під час атаки на Бучу.
У березні 2022 року стало відомо, що керівництво Росгвардії по Краснодарському краю звільнило 12 співробітників ОМОНу після того, як вони у лютому 2022 року відмовилися брати участь у вторгненні в Україну.
У березні 2022 року Рамзан Кадиров повідомляв, що у російському вторгненні в Україну бере участь чеченський підрозділ ОМОН «Ахмат-Грозный». СБУ підтвердила, що 4 березня з території Білорусі в Україну вторглися ОМОНівці із Чечні.
10 березня 2022 року Головне управління розвідки Міністерства оборони України встановило особи 20 бійців ОМОНу Нижньогородської області, що беруть участь у російському вторгненні в Україну.
Як свідчать перехоплені Службою безпеки України розмови російських солдат, бійці ОМОНу з Красноярську брали участь у атаці на Гостомеський аеропорт.
Народний депутат України Гео Лерос повідомив, що під Харковом було знищено практично повний склад володимирського ОМОНу. Також під Харковом українські захисники обстріляли колону нижньогородського ОМОНу.
Бійці ОМОНу в окупованому Енергодарі залучені для придушення протестів місцевого населення проти російської окупації:
|               | Після вчорашньої акції спротиву мешканців м. Енергодар окупанти привезли у місто 600 омонівців. Карателів з дубинками, щитами та вогнепальною зброєю розставили по місту. Вони повинні не допускати будь-яких акцій спротиву та, навіть, найменшого скупчення людей. Окупанти діють, як у Москві та інших рашистських містах |
| — Енергоатом, | |

У квітні 2022 Головне управління розвідки Міністерства оборони України повідомило, що військовослужбовці ОМОН «Обєрєг» (рос. Оберег) управління Росгвардії по Кемеровській області — Кузбасу причетні до геноциду українців на Київщині.

## Подібні підрозділи

### У Росії
- Авіаційний загін спеціального призначення[ru]
- Окрема дивізія оперативного призначення

### В інших країнах
| Країна      | Підрозділ                                                                                 |
| Азербайджан | ОПОН Азербайджану                                                                         |
| Вірменія    | ОМОН                                                                                      |
| Білорусь    | ОМОН                                                                                      |
| Гаїті       | спецпідрозділ the Groupe d'Intervention de la Police Nationale d'Haiti                    |
| Німеччина   | Usk (Unterstützungs Komando)                                                              |
| Греція      | M.A.T.                                                                                    |
| Ізраїль     | ЯСАМ                                                                                      |
| Казахстан   | СОБР (раніше ОМОН)                                                                        |
| Киргизстан  | ОМОН в містах Бішкек і Ош та ОМСН в регіонах                                              |
| Литва       | ARAS                                                                                      |
| Молдова     | Бригада поліції спеціального призначення «Фулджер»                                        |
| Польща      | SPAP (Samodzielny Pododdział Antyterrorystyczny Policji)                                  |
| Румунія     | SIIAS (Serviciul Independent pentru Intervenţii şi Acţiuni Speciale)                      |
| Сербія      | CAJ                                                                                       |
| Таджикистан | ОМОН                                                                                      |
| Туреччина   | Çevik Kuvvet и Polis Özel Harekat (PÖH)                                                   |
| Україна     | Корпус оперативно-раптової дії                                                            |
| Японія      | підрозділи «кідотай» (機動隊, «мобільні частини спеціального призначення») поліції Японії |

### У самопроголошених державах
| Суб'єкт            | Підрозділ                   |
| Республіка Абхазія | ОМОН МВС Республіки Абхазія |
| Південна Осетія    | ОМОН Південної Осетії       |